# العائدون (مسلسل)
العائدون هو مسلسل تلفزيوني مصري عُرض في شهر رمضان عام 1443 هـ (2 أبريل 2022م)، من بطولة أمير كرارة وأمينة خليل ومحمد فراج ومحمود عبد المغني، من تأليف باهر دويدار ومن إخراج أحمد نادر جلال.

## قصة المسلسل
تدور الأحداث حول محاولات المخابرات المصرية التصدي للإرهاب متمثلًا في تنظيم داعش، حيث يقوم العاملون بالمخابرات من ضباط وخبراء اتصال وعملاء سريين كلٌ بدوره في عمليات تهدف إلى حماية الوطن والقضاء على الإرهاب.

## طاقم التمثيل
- أمير كرارة: (عمر)
- أمينة خليل: (نادين)
- محمد فراج: (حسين / أبو مصعب)
- محمود عبد المغني: (نبيل)
- أحمد الأحمد: (سياف)
- محمد عادل: (علاء)
- إسلام جمال: (وليد)
- هاني رمزي: (إسماعيل / خالد)
- محمد ممدوح: (محيي)
- هاجر الشرنوبي: (ندى)
- داليا شوقي: (مروة)
- صبري عبد المنعم: (والد علاء)
- رشا بلال: (هند)
- حسام الفحام : (ظابط مخابرات)
- جنيد زين الدين: (نزار)
- فادي إبراهيم: (كامل)
- جيهان خليل: (رزان)
- صالح عبد النبي: (صفوان)
- مايا طلام: (سارة)
- محمد عز: (عزام)
- نبيل عيسى: (هاني)
- إسعاد يونس: (سعاد)
- صفاء الطوخي: (خديجة)
- محمود البزاوي: (جمال)
- أيمن عزب: (المذيع)
- عزت زين: (حما نبيل)
- محمد أبو داوود: (السيد رئيس الجهاز)
- لبنى ونس: (الدادة)
- حنان يوسف: (والدة علاء)
- إسماعيل شرف: (ضابط مخابرات)
- محمد لطفي شاهين
- شمم الحسن: (الوالي)
- بسمة داود
- ريماس محمد: (طفلة)

## فريق العمل
- إخراج: أحمد نادر جلال
- تأليف: باهر دويدار
- إنتاج: ميديا هب (سعدي - جوهر)
- مدير التصوير: هيثم حسني
- مونتاج: محسن عبد الوهاب
- موسيقى تصويرية: تامر كروان

## التصوير
تم تصوير بعض مشاهد الأكشن في الأردن وبلغاريا.